# Katinka (Lukács)
Katinka (1931-ig Katinac) falu Horvátországban Verőce-Drávamente megyében. Közigazgatásilag Lukácshoz tartozik.

## Fekvése
Verőce központjától légvonalban 13, közúton 16 km-re, községközpontjától légvonalban 7, közúton 11 km-re északkeletre, Nyugat-Szlavóniában, a Drávamenti-síkságon, a Dráva jobb partján, a Barcsot Daruvárral és Pakráccal összekötő 5-ös számú főútvonaltól keletre fekszik. Két, egymásra merőleges irányú utcából áll.

## Története
A település a 20. század elején keletkezett. Verőce vármegye Verőcei járásának része volt. A falunak 1910-ben 114 lakosa volt. Az 1910-es népszámlálás szerint a lakosság 96%-a magyar, 4%-a horvát anyanyelvű volt. Az I. világháború után 1918-ban az új szerb-horvát-szlovén állam, majd később (1929-ben) Jugoszlávia része lett. A magyar lakosság helyére horvátok és szerbek települtek be. 1991-ben 65 főnyi lakosságának 83%-a szerb, 11%-a horvát nemzetiségű volt. 2011-ben falunak 41 lakosa volt.

## Lakossága
| Lakosság változása | Lakosság változása | Lakosság változása | Lakosság változása | Lakosság változása | Lakosság változása | Lakosság változása | Lakosság változása | Lakosság változása | Lakosság változása | Lakosság változása | Lakosság változása | Lakosság változása | Lakosság változása | Lakosság változása | Lakosság változása |
| ------------------ | ------------------ | ------------------ | ------------------ | ------------------ | ------------------ | ------------------ | ------------------ | ------------------ | ------------------ | ------------------ | ------------------ | ------------------ | ------------------ | ------------------ | ------------------ |
| 1857               | 1869               | 1880               | 1890               | 1900               | 1910               | 1921               | 1931               | 1948               | 1953               | 1961               | 1971               | 1981               | 1991               | 2001               | 2011               |
| 0                  | 0                  | 0                  | 0                  | 0                  | 114                | 94                 | 102                | 122                | 121                | 128                | 91                 | 81                 | 65                 | 53                 | 41                 |

(1921-ig településrészként.)